# هارفي وايس
هارفي وايس (بالإنجليزية: Harvey Weiss) هو عالم آثار أمريكي، ولد في 1945.

## وصلات خارجية
- هارفي وايس على موقع الموسوعة البريطانية (الإنجليزية)